# Toastmasters
Toastmasters er et system til at træne i at holde foredrag og præsentationer for store og små forsamlinger. Toastmasters er startet i USA af Ralph C. Smedley. De fleste i Toastmasters begyndte fordi de havde brug for at forbedre deres præsentationsstil og fordi de var generte at stille sig op og tale til grupper af mennesker.
Toastmasters er også i Danmark og blev startet i 1995 af en dansk Toastmaster, som havde deltaget i undervisningen i USA. Den første klub i Danmark hedder Copenhagen Toastmasters Club.
Toastmasters er en international organisation, som har til formål at forbedre evnen til at holde tale. Medlemmerne består af folk, der ønsker at blive bedre til at holde festtaler, bryllupstaler, foredrag eller præsentationer, og af personer der lider af taleskræk. 
Undervisningen foregår ved at hvert medlem skal holde en række taler, og henter hjælp i uddannelsesmanualer fra http://www.toastmasters.org som nøje beskriver målsætningen for de enkelte taleprojekt. Målsætningen kan eksempelvis være talens opbygning, kropssprog, stemmeføring, præsentationsteknik og retorik. 
Efter hver tale giver et andet medlem feedback på hvad der gik godt og hvad der kan forbedres. Det er derfor ikke tale om undervisning i traditionel forstand, men en metode hvorpå klubbernes medlemmer støtter og udvikler hinanden. 
I Danmark har Toastmasters eksisteret siden 1996 og består af 4 klubber.  Møderne foregår på både engelsk og dansk, og tiltrækker mange internationalt orienterede personligheder.  

## Eksterne links
- Toastmasters i Danmark
- Toastmasters International